# El Valle, Arteaga
El Valle är en ort i Mexiko.   Den ligger i kommunen Arteaga och delstaten Michoacán de Ocampo, i den södra delen av landet, 300 km väster om huvudstaden Mexico City. El Valle ligger 916 meter över havet och antalet invånare är 115.
Terrängen runt El Valle är kuperad. Runt El Valle är det mycket glesbefolkat, med 7 invånare per kvadratkilometer. Närmaste större samhälle är Arteaga, 16,0 km söder om El Valle. I omgivningarna runt El Valle växer huvudsakligen savannskog.